# Hein Mulders

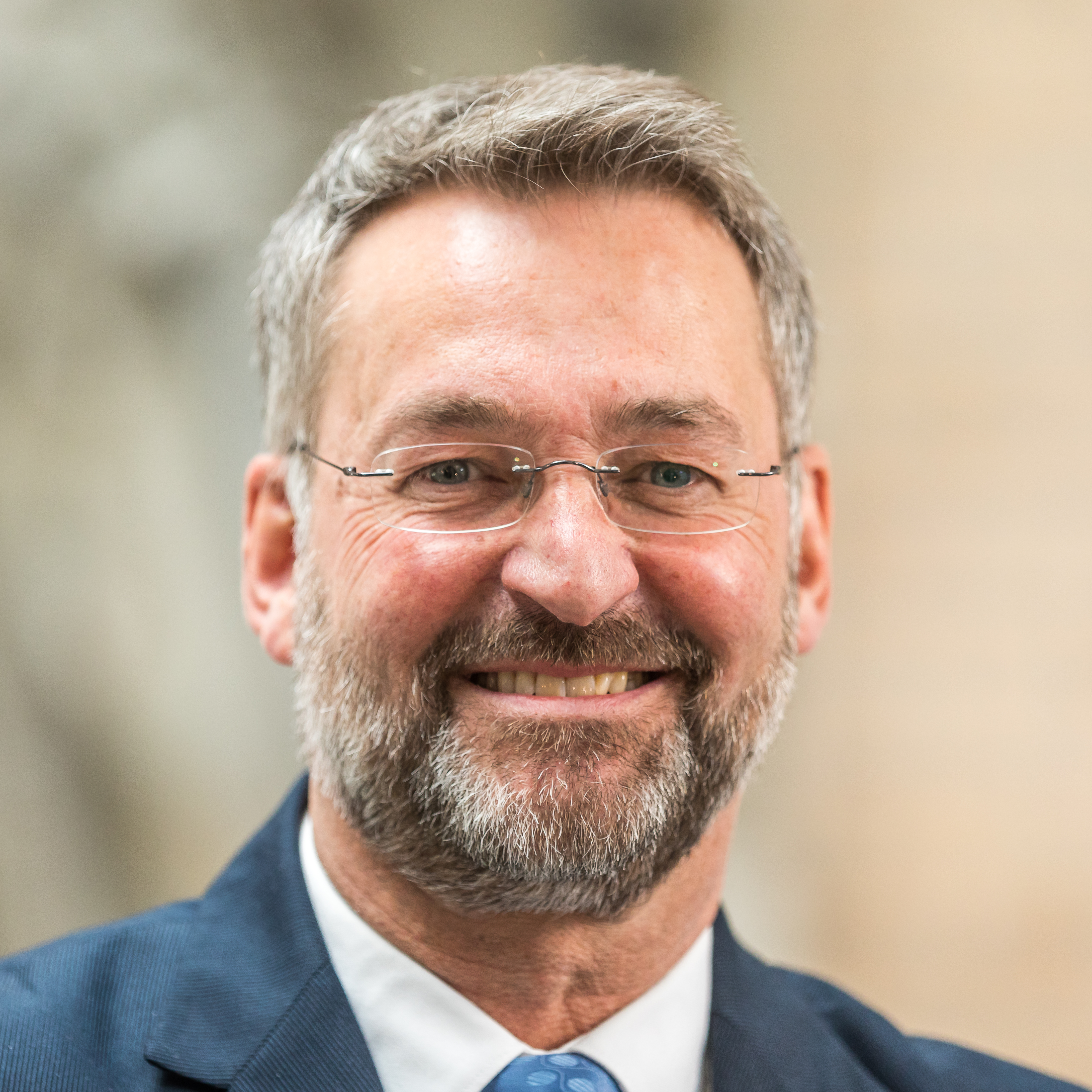
Hein Mulders, 2021

Hein Mulders (* 9. Oktober 1962 in Bussum) ist ein niederländischer Kulturmanager, seit Beginn der Spielzeit 2013/14 Intendant der Philharmonie Essen und mit Beginn der Spielzeit 2022/23 am 1. September 2022 Intendant der Oper Köln.

## Leben
Mulders studierte Kunstgeschichte in Paris, sowie Archäologie, Italienisch und Musikwissenschaften sowie Kunstgeschichte in Amsterdam. Seine berufliche Tätigkeit begann er für fünf Jahre als Orchestermanager des niederländischen nationalen Jugendorchesters in Amsterdam und danach war er elf Jahre Casting-Direktor der Flämischen Oper in Antwerpen. Danach übernahm er die künstlerische Leitung der Nederlandse Opera Amsterdam. Seit Beginn der Spielzeit 2013/14 leitet Mulders als Nachfolger von Stefan Soltesz das Aalto-Theater und in Personalunion die Philharmonie in Essen. Zum Generalmusikdirektor berief er den Tschechen Tomáš Netopil.
Am 6. Mai 2021 bestellte der Rat der Stadt Köln Hein Mulders ab der Spielzeit 2022/2023 zum neuen Intendanten der Oper Köln in der Nachfolge von Birgit Meyer. Im Mai 2025 wurde sein bis Ende August 2027 laufender Vertrag bis zum 31. August 2032 verlängert.